# Neuromiotonia
La neuromiotonia, nella forma acquisita detta anche sindrome di Isaacs è una rara patologia neuromuscolare della giunzione mioneurale, considerata talvolta anche una neuropatia periferica, immunomediata o congenita, con diversa eziologia primaria. I segni e sintomi principali sono attività continua e spontanea dei muscoli (miochimia diffusa), fatica muscolare senza perdita di forza evidente, intolleranza allo sforzo fisico (astenia), ipereccitabilità neuromuscolare (crampi, spasmi, fascicolazioni), rigidità e pseudo-miotonia (rilascio ritardato del muscolo dopo contrazione volontaria); nel caso di questa sindrome il fenomeno non è miopatico come nella vera miotonia, da cui prefisso "pseudo".
Colpisce il sistema nervoso periferico, in particolare la giunzione neuromuscolare e i neuroni motori dei nervi periferici (senza danno ai motoneuroni nel sistema nervoso centrale).
Con la definizione ipereccitabilità neuromuscolare o dei nervi periferici si indicano anche altre sindromi affini o diverse come la sindrome dell'uomo rigido, la sindrome da crampi e fascicolazioni (talvolta considerata la forma lieve della Isaacs) e la spasmofilia.
La forma grave con encefalite è ancora più rara e prende il nome di corea fibrillare di Morvan e colpisce anche il SNC.
La neuromiotonia non è una malattia solitamente grave ma può essere invalidante.

## Sintomi
La sintomatologia presenta:
- Pseudo-miotonia
- Mioclonie/miochimia
- Rigidità, stabile o lentamente progressiva
- Fatica, intolleranza allo sforzo
- Debolezza muscolare lieve, non progressiva, senza significativa perdita di forza
- Crampi
- Ipereccitabilità dei nervi periferici
- Spasmi
- Fascicolazioni
- Tremore (simile a tremore essenziale)
- Iperidrosi (sudorazione eccessiva)

Sono presenti talvolta ipertrofia muscolare, ipertonia o ipotonia, tachicardia, lassità muscolare addominale miotonica, dolore neuropatico, prurito, sporadiche parestesie, insonnia, mialgia, artralgia, tendinopatia, deambulazione rigida (detta "a soldatino di piombo" o "ad armadillo") e solitamente iporeflessia. I disturbi muscoloscheletrici e sensitivi che possono presentarsi non sono specifici.
Può essere cronica (forma più comune), monofasica o recidivante-remittente. I muscoli di faringe e laringe possono essere coinvolti in vario modo, con debolezza lieve fluttuante, crampi, pseudomiotonia, lieve disfagia e raramente laringospasmo e blanda disartria. Il paziente può soffrire con facilità di strappi muscolari, contratture e stiramenti. A volte sono presenti disturbi gastrointestinali. I muscoli oculari possono, come nella miotonia congenita, subire anch'essi il fenomeno del rilascio ritardato e della rigidezza, da cui a volte un temporaneo e blando strabismo "a freddo", il cui effetto visibile dal paziente è una lieve e transitoria diplopia (neuromiotonia oculare).

## Storia
Fu descritta per la prima volta dal neurologo sudafricano Hyam Isaacs nel 1961.

## Epidemiologia
Si tratta di una malattia rara, essendo stati riportati circa 200 casi sotto il nome di sindrome di Isaacs, e con prevalenza di 1 su 1 milione, tuttavia essendo spesso sottovalutata potrebbe essere più comune, considerando le diagnosi generiche di ipereccitabilità dei nervi periferici e pseudomiotonia, restando comunque una patologia abbastanza rara. La reale incidenza è ignota. Colpisce a ogni età.

## Eziologia e comorbilità
La neuromiotonia acquisita si associa o segue a patologie autoimmuni senza causa o post-infettive, come miastenia grave (talvolta associata al timoma spesso benigno), sindrome miasteniforme di Lambert-Eaton (che a sua volta in molti casi è legata al tumore polmonare a piccole cellule), forti reazioni allergiche, polineuropatia demielinizzante infiammatoria cronica, artrite reumatoide, sindrome di Guillain-Barré (o altre neuropatie autoimmuni simili acute o subacute), lupus eritematoso sistemico, patologie endocrine (tiroidite di Hashimoto, ecc.), neuropatia motoria multifocale.
La precisa eziologia primaria è idiopatica, anche se è noto che gli anticorpi spesso si rivolgono contro il canale del potassio del nervo periferico specialmente di giunzione, come avviene nelle canalopatie ereditarie nel muscolo, ma non sempre sono rilevati. Il disturbo del metabolismo del voltaggio del potassio (a causa della disfunzione di assorbimento nei canali ionici) provoca scarsa resistenza, disturbi della contrazione e il movimento costante involontario delle fibre muscolari, sintomi e attività che a loro volta provocano la facile stanchezza; la reale fisiologia tuttavia è controversa e poco conosciuta.

### Forma paraneoplastica
Solo nel 20% dei casi la sindrome di Isaacs si associa direttamente a tumore maligno (timoma e carcinoma polmonare a piccole cellule), come sindrome paraneoplastica.

### Forma congenita
La poco diffusa forma ereditaria è detta sindrome di Gamstorp-Wohlfart o neuromiotonia congenita. Altre neuromiotonie congenite sono un tipo raro di malattia di Charcot-Marie-Tooth e la neuropatia assonale autosomica recessiva con neuromiotonia.

### Forma encefalica
Alcuni pazienti presentano una forma variante acuta nota come sindrome di Morvan (detta anche corea fibrillare di Morvan o encefalite limbica), che presenta anche sintomi psichiatrici gravi (psicosi, amnesia, confusione mentale), convulsioni, febbre alta, insonnia grave, ipertensione grave e un decorso peggiore e pericoloso con disabilità, anche potenzialmente letale se non trattata, coinvolgendo il sistema nervoso centrale.

### Comorbilità
La sindrome di Isaacs può coesistere con fibromialgia, sindrome delle gambe senza riposo, altri disturbi neurologici, disturbo depressivo, disturbi d'ansia, oltre che, classicamente, con i disturbi autoimmuni a cui legata, dei quali il più comune è la miastenia gravis.

## Diagnosi
Nell'elettromiografia ci sono doppiette e triplette, tracciati multipli e segni di fascicolazioni. In alcuni casi, a riposo, si notano solo sporadiche fascicolazioni e miochimie, da cui la difficoltà diagnostica del clinico, che può concentrarsi su altri reperti coesistenti. Il 35-40% dei pazienti ha un anche aumento di anticorpi del complesso VGKC. Nel caso siano assenti si parla di sindrome di Isaacs sieronegativa.
La diagnosi differenziale per neuromiotonia acquisita è tramite esclusione con appositi esami di:
- miotonia ereditaria o congenita nelle canalopatie (ad esempio la miotonia congenita di Becker, la miotonia congenita di Thomsen o la paralisi periodica ipocaliemica di tipo 2)
- neuromiotonia congenita
- miotonia congenita da distrofia muscolare miotonica
- altre miopatie (es. mitocondriali)
- sindrome da crampi e fascicolazioni (variante più lieve della Isaacs ma con sintomi motori simili; presenta meno stanchezza e un fenomeno miotonico quasi assente)
- malattia del motoneurone come SLA[8][9] (crampi meno evidenti, fascicolazioni diffuse e soprattutto marcata ipostenia rapidamente progressiva dovuta ad atrofia muscolare)
- atrofia muscolare spinale tipo III e IV
- sclerosi multipla
- mielopatia cervicale da stenosi spinale
- sindrome dell'uomo rigido
- tetano
- malattia di Lyme
- tetania (ipereccitabilità neuromuscolare da disturbi ipocalcemici, o tetania normocalcemica/spasmofilia)
- avvelenamento (ad esempio da mercurio)[1]

La neuromiotonia acquisita è spesso confusa con la spasmofilia o con la SCF. La sindrome di Isaacs si differenzia dalla sindrome da crampi e fascicolazioni e BFS (anch'esse del gruppo dell'ipereccitabilità periferica) per la maggiore affaticabilità, i riflessi più lenti e la presenza di pseudomiotonia, e dalla spasmofilia per la diversa eziologia e la maggior intolleranza alla fatica e rigidità, oltre che per l'eziologia. Un tempo veniva assimilata anche alla sindrome dell'uomo rigido, che è lentamente progressiva e con un parziale coinvolgimento del SNC, specialmente del cervelletto e dei motoneuroni del midollo spinale (secondo motoneurone), responsabile dell'invio di scariche anomale e con reperti analitici diversi. Nella sindrome di Isaacs il SNC non è coinvolto. La differenza più evidente tra la sindrome di Isaacs e quella della persona rigida è che l'attività motoria persiste anche durante il sonno e l'anestesia generale; inoltre il segno di Babinski è negativo. I disturbi anchilosanti con presentazione di cifosi e iperlordosi sono possibili ma meno frequenti che nella stiff-man syndrome.

## Terapia e prognosi
Sebbene non sia una malattia letale, degenerativa o gravemente invalidante, non esiste una cura definitiva. L'ipereccitabilità dei nervi periferici, il fenomeno miotonico e la rigidità vengono generalmente trattate con fenitoina, acido valproico, carbamazepina e altre benzodiazepine (es. diazepam, clonazepam...) e altri anticonvulsivanti (es. lamotrigina); possono essere prescritti miorilassanti, corticosteroidi orali come prednisolone, oppure può essere utile l'acetazolamide, nei casi gravi la plasmaferesi o le immunoglobuline per via endovenosa. Nella forma paraneoplastica, si interviene solo sul tumore. Occorre prestare attenzione nella somministrazione di benzodiazepine e miorilassanti (anti-colinergici) in caso di concomitanza con miastenia gravis.
Si effettua anche terapia di rinforzo muscolare. Utilizzabili anche leggeri acetilcolinergici (aumentano acetilcolina) nel caso non sia presente eccessiva spasticità,  come L-acetilcarnitina e citicolina. È stato sperimentato l'uso medico della cannabis. La prognosi è solitamente buona (tranne nell'encefalite di Morvan), senza peggioramenti progressivi dovuti alla sindrome (ossia non correlati al normale invecchiamento, dove possono esserci la naturale rigidità e stanchezza accentuate nei pazienti con la neuromiotonia). Tuttavia il decorso dipende dal tipo di sintomi.